# Menasseh Ben Israel

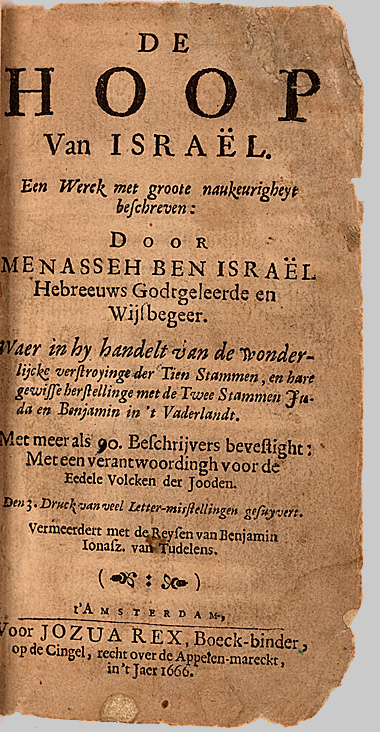
De hoop van Israël (derde verbeterde druk, Mikveh Yisra’el), titelblad van de uitgave uit 1666 in één band van de Nederlandse vertalingen van Hope of Israel en De reizen van Benjamin van Tudela, Amsterdam, Jozua Rex, 1655

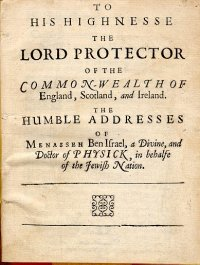
Menasseh ben Israel: Humble Addresses to the Lord Protector, 1655

Manoel Dias Soeiro (Manuel Dias Soeiro, Madeira 1604 — Middelburg, 20 november 1657, joodse jaartelling 5364-5417) werd bekend onder zijn Hebreeuwse naam Menasseh Ben Israel (Hebreeuws: מנשה בן ישראל) ook als Menasheh ben Yossef ben Yisrael geschreven.", zijn acroniem was MB"Y. Hij was een afstammeling van de gezaghebbende rabbijn Jitschak Abarbanel, "de Abarbanel" genoemd, uit Sevilla. De familie beweerde "van de stam van David te zijn".
De veelzijdige jood was een schrijver, een Portugees-Israëlitisch rabbijn, geleerde, diplomaat, drukker en uitgever. Hij richtte in 1626 in Amsterdam de eerste Europese Hebreeuwse drukkerij, Emeth Meerets Titsma`h, op. Zijn waarmerk was een wapenschild met een afbeelding van de "wandelende Jood". Hij werd opgeleid in Amsterdam tot rabbijn en volgde in 1622 zijn leraar Isaac Uziel op in de Portugese gemeente Neve Salom. Maar in de verenigde Portugese gemeente speelde hij nooit een hoofdrol: hij was actief als onder meer leraar.

## Levensloop
De familie was naar Madeira gevlucht voor de inquisitie. Rond 1614 vluchtten zij naar de enigszins tolerante Nederlanden.
Menassehs eerste gedrukte werk was El Conciliador, een werk over de verzoening van standpunten over het Oude Testament. Hij correspondeerde met geleerden als Caspar Barlaeus, Samuel Bochart, Paul Felgenhauer, Hugo de Groot, Pierre Daniel Huet en Gerardus Vossius. In Brussel heeft Menasseh Ben Israel contact gehad met de Franse geleerde Isaac La Peyrère en misschien ook met Christina van Zweden. La Peyrère werkte aan een plan voor een joods-christelijke gemeenschap. In 1644 ontmoette Menasseh Antonio de Montesinos, die hem ervan overtuigde dat de indianen in de Andes de nakomelingen van de verloren Tiende Stam van Israël waren. Het terugvinden van die tiende stam gaf de messiaanse Joden nieuwe hoop op de komst van de messias en het herstel van Israël. Er is in de loop der eeuwen veel gespeculeerd over de Twaalf stammen van Israël.
In 1642 ontving rabbijn Menasseh ben Israel Koningin Henrietta Maria van Engeland met haar dochter Maria Henriëtte Stuart, de vrouw van Willem II van Oranje en de stadhouder Frederik Hendrik in de Portugese synagoge in Amsterdam, toen nog aan de Houtgracht. 

### Petitie voor toelating van Joden in Engeland
Menasseh meende dat de Joden in alle landen van de wereld moesten kunnen wonen en hij probeerde de Engelse Lord Protector Oliver Cromwell over te halen om het sinds de pogroms en moordpartijen op Joden in het jaar 1290 streng gehandhaafde vestigingsverbod voor Joden op te heffen. Het in 1650 verschenen boek De hoop van Israël had de publieke opinie gereed gemaakt voor deze stap. Menasseh had voor dat boek ook teksten over verloren joodse gemeenschappen gebruikt uit andere werken, zoals  De reizen van Benjamin van Tudela van Benjamin van Tudela. Hij baseerde zich ook op een rapport van Matteo Ricci, grondlegger van de missie van de jezuïeten in China over een Joodse aanwezigheid in China. 
Cromwell, die tolerant was waar het de Joden aanging en de mogelijkheden voor de handel inzag, verleende de Joden alle burgerrechten in de nieuwe Britse kolonie Guyana.
In 1655 reisde Menasseh naar Londen (zijn zoon was al eerder naar Engeland gereisd met een 
petitie). Daardoor kon hij niet voorkomen dat zijn begaafde leerling Spinoza in Amsterdam uit de Joodse gemeenschap werd verstoten door een banvloek.
Zijn Humble Addresses to the Lord Protector waarin Menasseh om toelating van de Joden vroeg, werd door William Prynne met een antisemitisch pamflet, de Short Demurrer beantwoord. De Lord Protector zag zich genoodzaakt om in december 1655 een conferentie, de Whitehall Conference, bijeen te roepen. Daar stelden de verzamelde juristen vast dat de uitsluiting van Joden niet in de wet was vastgelegd. Op 14 december 1655 schreef John Evelyn in zijn dagboek dat de "Joden mochten terugkeren". Menasseh antwoordde in 1656 op de kritiek van Prynne met zijn pamflet Vindiciae judaeorum.
Teleurgesteld over het uitblijven van een concrete regeling keerde hij in 1657 terug en overleed hij niet veel later.
Cromwell verleende Menasseh een pensioen, maar de rabbijn keerde teleurgesteld over het uitblijven van een regeling in 1657 terug naar Nederland. Hij overleed op 14 Kislev 5418 (Joodse kalender voor 20 november 1657) in Middelburg of op weg daarnaartoe. Hij was onderweg om het lichaam van zijn in Engeland gestorven zoon Samuel naar Nederland te brengen. Het pensioen werd dus nooit uitbetaald.

### Graven
Menasseh Ben Israel werd in Ouderkerk aan de Amstel in het Huis des Levens (de Joodse begraafplaats of "Beit Hayim") begraven. De grafsteen van Menasseh Ben Israel is daar nog steeds te vinden. Zijn zoon Samuel Ben Israel ligt begraven in Middelburg op de Sefardische begraafplaats aan de Jodengang. Ook de grafsteen van Samuel Ben Israel is daar nog steeds te vinden.

## Werk
Onder meer:

### Hoofdwerk
- 1651?: Nishmat Hayyim (Nisjmat Chajiem, נשמת חיים,[8] De levende ziel), een in het Hebreeuws geschreven studie over reïncarnatie. Het boek werd zes maanden voor beider dood door zoon Samuel Ben Menasseh gepubliceerd. Het is het werk van de vader, die de Kabbala kende en de ideeën van Abraham Cohen de Herrera en diens leermeester Israel Saruk over het werk van Ari haQadosh he`Haï en Isaac Luria, eigen uitgeverij Amsterdam.

### Verder werk
- 1639: De termino vitae in het Latijn, eigen uitgeverij Amsterdam. Engelse vertaling Thomas Pocock (Londen, 1709).
- 1632: Conciliator in het Spaans, waarin schijnbare tegenstellingen in de Hebreeuwse tekst van de Bijbel werden opgelost, met behulp van de Talmoed en Joodse commentaren maar ook Christelijke kerkvaders en de Griekse en Romeinse schrijvers uit de Oudheid. Doel was de marranen te steunen in hun geloof in de Joodse interpretatie van de Tenach. Engelse vertalingen: Elias Haim Lindo in 1842, herdruk in 1972.
- 1635
  - De Creatione Problemata, in het Spaans, eigen uitgeverij Amsterdam.
  - Ḥamišah ḥumše Torah u-Neviʼim rišonim wa-ʼaḥaronim u-k̲etuvim, Laurensz, Hendrick (Amsterdam), Be-ʼAmśṭerdam : be-vet Menašeh ben Yiśraʼel ; Amsteldami : Sumptibus Henrici Laurentii .., 1635.
- 1636: De Resurrectione Mortuorum, drie boeken, 1636, eigen uitgeverij Amsterdam, eerst in het Spaans, later vertaald in het Latijn.
- 1642: De la Fragilidad Humana  (1645-1647).
- 1645-1647: Thesouro dos dinim que a Povo de Israel è obrigado a saber e observar ("Thesovro..."[1] handboek voor onder meer de 613 Joodse regels ter heropvoeding van joden die uit hun gedwongen christendom in Spanje en Portugal wilden terugkeren naar het Joodse geloof.
- 1650: Esperenca de Israel.
- 1652: The Hope of Israel (London 1652). Printed in Lucien Wolf (ed.), Manasseh ben Israel’s Mission to Oliver Cromwell (London 1901), p. 50-51.
- 1656: Vindiciae Judaeorum, Or, A Letter in Answer to Certain Questions Propounded by a Nobel and Learned Gentleman: Touching the Reproaches Cast on the Nation of the Jews ; Wherein All Objections are Candidly, and Yet Fully Clear'd, Amsterdam 1656.
- 1655: Piedra gloriosa, eigen uitgeverij Amsterdam met vier etsen door zijn Amsterdamse vriend Rembrandt van Rijn, die naar men aanneemt ook zijn portret schilderde en een ets van zoon Samuel maakte.
- 16??: Orden de las oraciones del mes, con lo mes necessario y obligatorio de las tres fiestas del año. Como tambien lo que toca a los ayunos, Hanucah, y Purim: con sus advertencias y notas para mas facilidad, y clareza. Industria y despeza de Menasseh ben Israel. Een in het Portugees geschreven studie over de rituelen op de Joodse feestdagen.

## Uitgaven
Zijn uitgeverij in Amsterdam gaf zo'n 80 religieuze, filosofische of taalkundige titels uit, inclusief zijn al genoemd eigen werk onder meer:
- nieuwe edities van oudere, gezaghebbende Joods-religieuze werken.
- Jozef Salomo del Medigo (Joseph Solomon Delmedigo, 1591–1655): 
  - Majan Ganniem ( מעין גנים , Eloel 5388 (september 1628), Antwoorden op de vragen en paradoxen van Zerach ben Nathan.[9]
  - Sefer Elim (ספד אילם  , 1629) antwoorden op 82 vooral wis- en sterrekundige brieven en vragen, van de Karaïet Zerach ben Nathan uit Troki.[9]
- Isaac Uziel (יצחק בן אברהם עזיאל, leraar van Menasseh, Isaac ben Abraham Uziel, ?-Amsterdam, 1622): Ma'aneh Lashon (Hebreeuwse grammatica), 1627, 1710.

## Kinderen
- Zoon Samuel stierf in 1655 in Engeland.
- Zoon Yossef stierf twintig jaar oud.
- Menasseh was ook de vader van Samuel Abarbanel Soeiro die op zijn beurt Samuel Ben Israel werd genoemd.

## Galerij

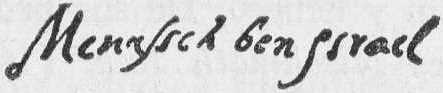
Handtekening van Menasseh ben Israel
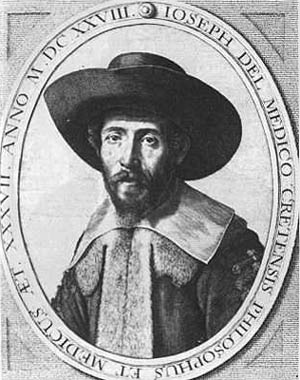
1628 gravure W. Delff (gravure) naar C. Duyster (schilderij): Joseph Delmedigo, 1628. Menasseh ben Israel gaf zijn boeken Sefer Elim en Majan Ganniem uit.
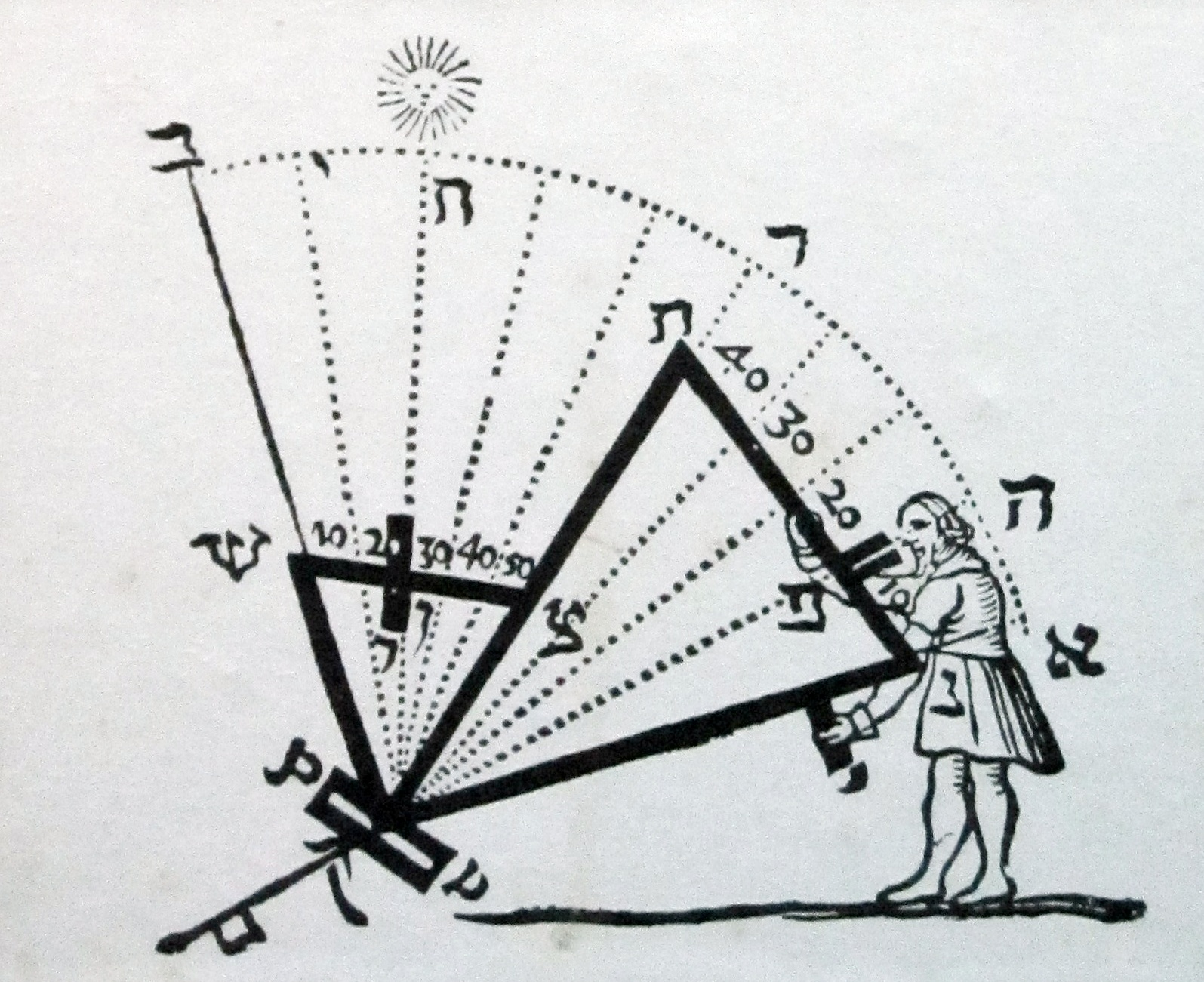
Joseph Delmedigo: Sefer Elim, Amsterdam 1629. Gebruik van een sextant om een zonnetje te schieten?
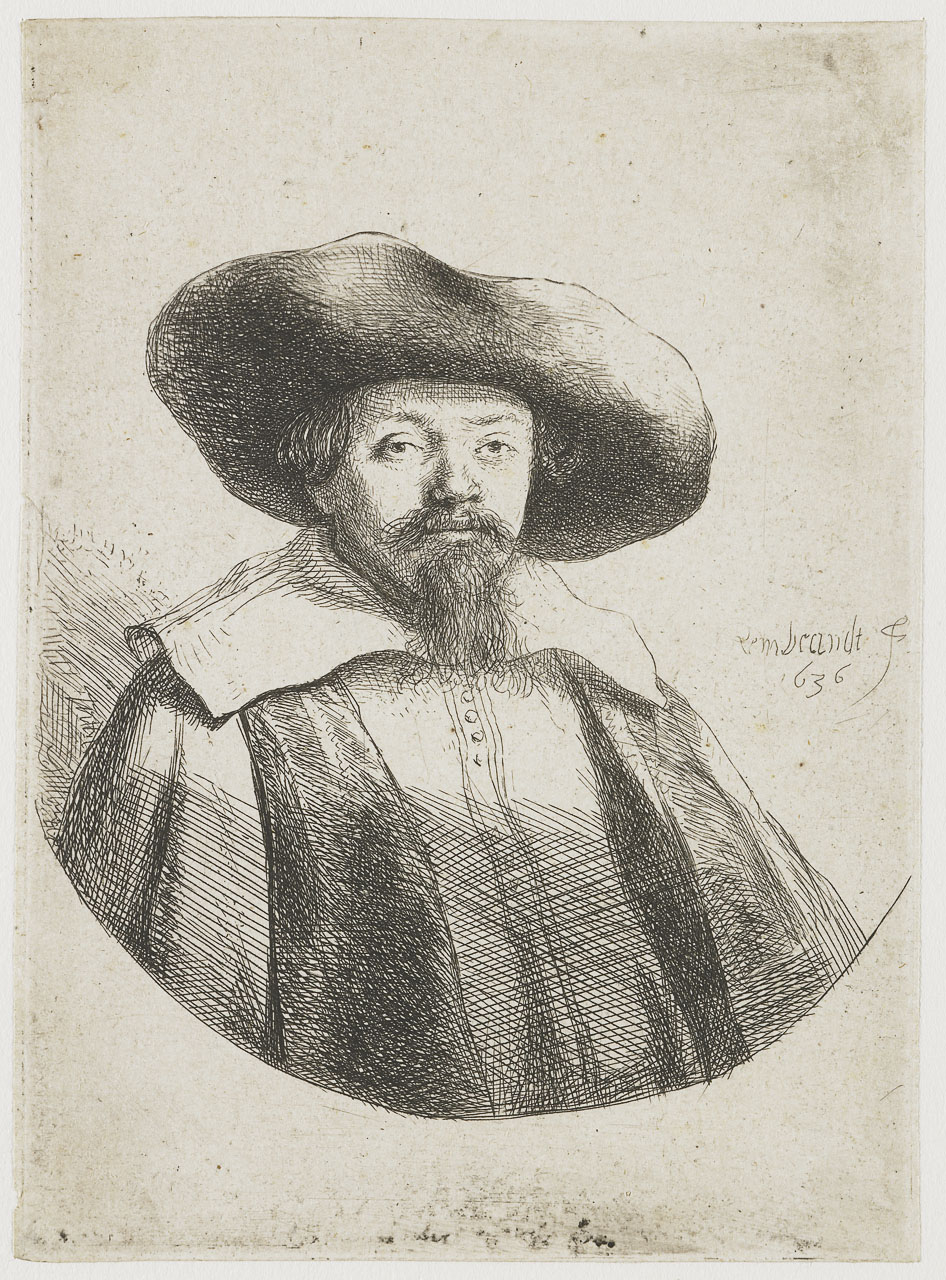
Rembrandt, Vermeend portret van Menasseh ben Israel, 1636, ets, Rijksmuseum Amsterdam
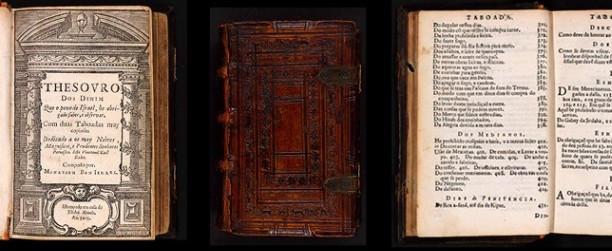
Menasse ben Israel - Thesovro dos dinim que a Povo de Israel è obrigado a saber e observar. Amsterdam, 1645. Uitleg van de Joodse regels voor eerder gedwongen bekeerde joden uit Spanje en Portugal die terugkeerden tot het Joodse geloof. Bibliotheca Rosenthaliana, Bijzondere Collecties van de Universiteit van Amsterdam.
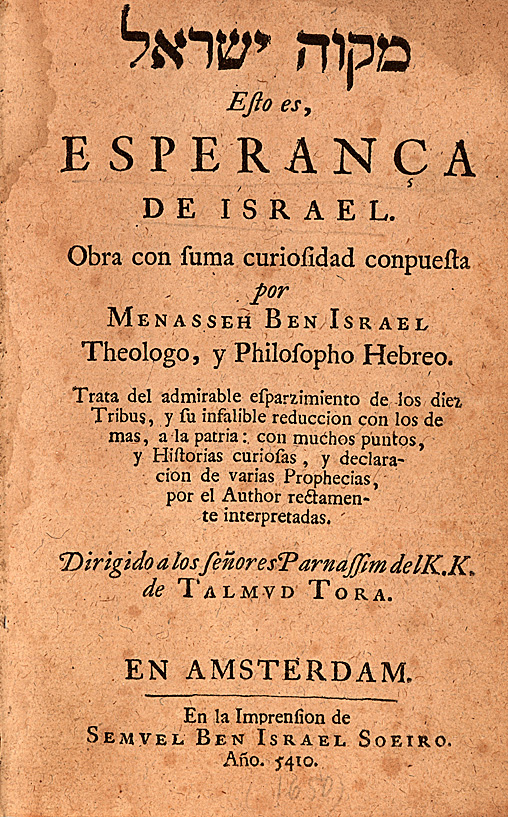
Mikveh Yisra’el Esto es, Esperança de Israel (Hoop van Israël), Amsterdam, 1650.
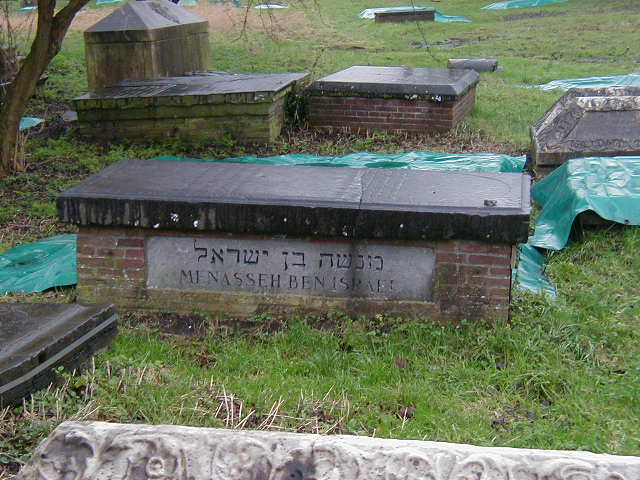
"מנשה בן ישראל / Menasseh ben Israel". Menassehs grafsteen in Ouderkerk aan de Amstel, 2005.